# سیارک ۲۶۸
سیارک ۲۶۸ (به انگلیسی: 268 Adorea) دویست و شصت و هشتمین سیارک کشف شده‌است که در ۸ ژوئن ۱۸۸۷ و در مارسی کشف شد.
قدر مطلق سیارک برابر ۸٫۲۸ است.